# William Molina Cestari
William Molina Cestari (Maracay, Venezuela, 6 de febrero de 1966) es un concertista, camerista, pedagogo y el violonchelista principal de la Orquesta Sinfónica Simón Bolívar. Obtuvo el primer premio del Conservatorio Superior de Música de París a los 19 años de edad.

## Biografía
Venezolano, nacido en Maracay, estado Aragua, donde inicia sus estudios musicales a muy temprana edad en la Escuela de Música "Federico Villena". Posteriormente continuó su formación musical en Caracas. Sus maestros de violoncello en Venezuela fueron Andrés Herrera, Marek Gajzler y Héctor Vásquez. Se perfecciona en Francia con los maestros Philippe Müller, André Navarra y Paul Tortelier e igualmente se especializa en música de cámara con Jean Hubeau y Genevieve Joy Dutilleux. Recibió consejo de los eminentes maestros Frans Helmerson, Leonard Rose y Mstislav Rostropóvich. A la edad de 19 años egresa como primer premio del Conservatorio Superior de París.
Ha tocado en casi todo el continente americano, Europa y Asia, e igualmente ha participado en festivales nacionales e internacionales. Ha grabado para radio y televisión de varios países del mundo.
Estrena en América Latina la Sinfonía concertante de Prokófiev. Su repertorio es amplio y abarca todos los géneros y estilos de la literatura violonchelista.
La Corporación Andina de Fomento, la Organización de las Naciones Unidas, la Organización de los Estados Americanos y la Unesco, entre otras instituciones, lo han invitado a través de FESNOJIV a dictar charlas, talleres y clases magistrales en conservatorios de música, auditorium y universidades importantes de varios países del mundo.
William Molina es el primer chelista venezolano en tocar y dirigir simultáneamente repertorios de Antonio Vivaldi, Johann Sebastian Bach, Giuseppe Tartini, Niccolò Paganini, Joseph Haydn, Luigi Boccherini, etc.
Desde hace más de 20 años funda y forma la nueva Escuela Moderna de Violoncello de Venezuela, impulsando una nueva generación de jóvenes violoncellistas, obteniendo de sus alumnos galardones y premios internacionales como los mejores violoncellistas del continente latinoamericano.
Es profesor de la Universidad Nacional Experimental de las Artes (UNEARTE), conocida anteriormente como el Instituto Universitario de Estudios Musicales (IUDEM), director y maestro de la Academia Latinoamericana de Violoncello. Es también jurado activo de concursos nacionales e internacionales.
En el año 2007 se traslada a la ciudad de Moscú por invitación de la maestra violonchelista Natalia Gutman, donde realiza de manera exitosa su magistratura y Doctorado bajo la tutela de esta y acreditado por el Conservatorio de Música Tchaikovsky.
Su gran versatilidad artística lo ha llevado a incursionar en el campo de la música venezolana, en la cual destaca en la ejecución de elegantes e innovadoras melodías donde se conjugan armoniosamente el virtuosismo, el carácter, la profundidad y la sutileza, resaltando así el gran repertorio del folclor nacional. En la actualidad prepara varias producciones discográficas con el Cuarteto Luis Laguna del cual es integrante y miembro fundador desde el año 2010 junto a sus compañeros José Villegas, Adrián Ascanio y Carlos L Laguna con los cuales se ha presentado en diversos escenarios a nivel nacional. Su primera producción lleva por nombre Luz de Vida.

## Discografía
- Oblivion. Para Chelo y Orquesta, 2010
- Après un Rêve. Para Chelo y Orquesta, 2011
- Salut D'Amour. Para Chelo y Orquesta, 2012